# Paleta (Egipto)

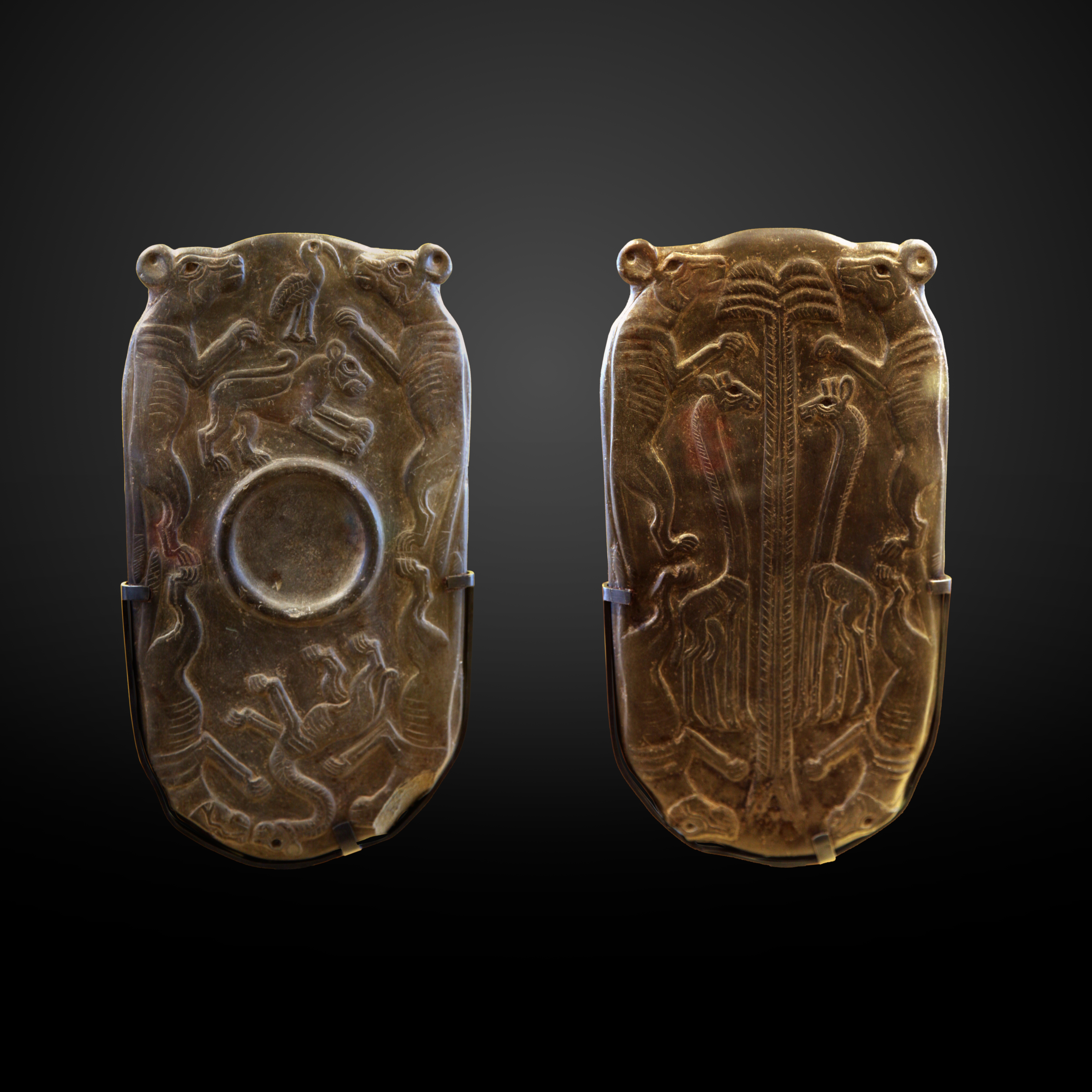
Paleta de los perros, conservada en el Louvre.

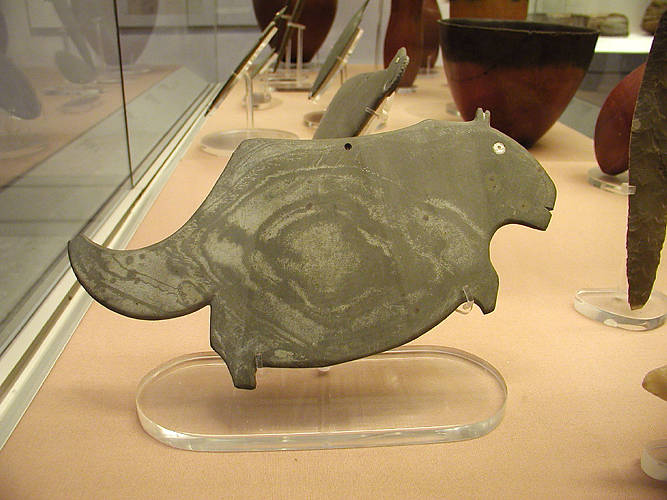
Paleta zoomorfa de Naqada I.

La paleta es un objeto egipcio originalmente utilizado para moler y mezclar los ingredientes necesarios para fabricar cosméticos o remedios médicos. Dada la decoración de las correspondientes al 4 º milenio a. C. parece que perdieron esta función y se convirtieron en objetos conmemorativos, ornamentales y posiblemente ceremoniales. Por lo general, se hicieron con piedras tales como la pizarra o lutolita. 
Muchas de las paletas que se han encontrado lo han sido entre los restos de Nejen, un centro de poder en el Alto Egipto predinástico, y dejan de aparecer en las tumbas de épocas posteriores a la unificación del país.
Entre las paletas encontradas, las más notables son: 
- La Paleta de Narmer, que parece representar la unificación del Alto y Bajo Egipto bajo el faraón Narmer.
- La Paleta de Tehenu, también llamada Paleta libia por representar una batalla y la conquista de varias ciudades libias.
- Paleta de los perros, que muestra perros, jirafas y otros animales.
- Paleta de la batalla, que repesenta en su reverso una batalla en la que el faraón está los imbolizado como un toro corneando a sus enemigos. Es probablemente el primer ejemplo sobre el concepto de los Nueve Arcos.
- Paleta de los cazadores.
- Paleta de Gebel, de obsidiana, oro y marfil.[1]

También hay paletas sin ningún tipo de decoración, y algunas con formas especiales, como zoomorfas. 
También existían este tipo de paletas en el Levante mediterráneo, en Canaán, Bactriana y Gandhara, pero son de épocas posteriores y con otras formas, generalmente circulares o semicirculares.